# Brunnäva
Brunnäva (Geranium phaeum) är en art i familjen näveväxter. Arten förekommer i västra, centrala och södra Europa, men återfinns ibland som förvildad i Sverige. Brunnävan odlas som trädgårdsväxt.

## Synonymer
var. lividum (L'Hérit.) de Candolle .
- Geranium lividum L'Herit. .

var. phaeum
- Geranium austriacum Wiesb. ex Hayek .
- Geranium fuscum L.
- Geranium montanum Bubani nom. illeg.
- Geranium patulum Villars
- Geranium phaeum var. patulum (Vill.) Cariot & St-Lager
- Geranium subcaeruleum Schleicher nom. inval.